# Leyla Heiter

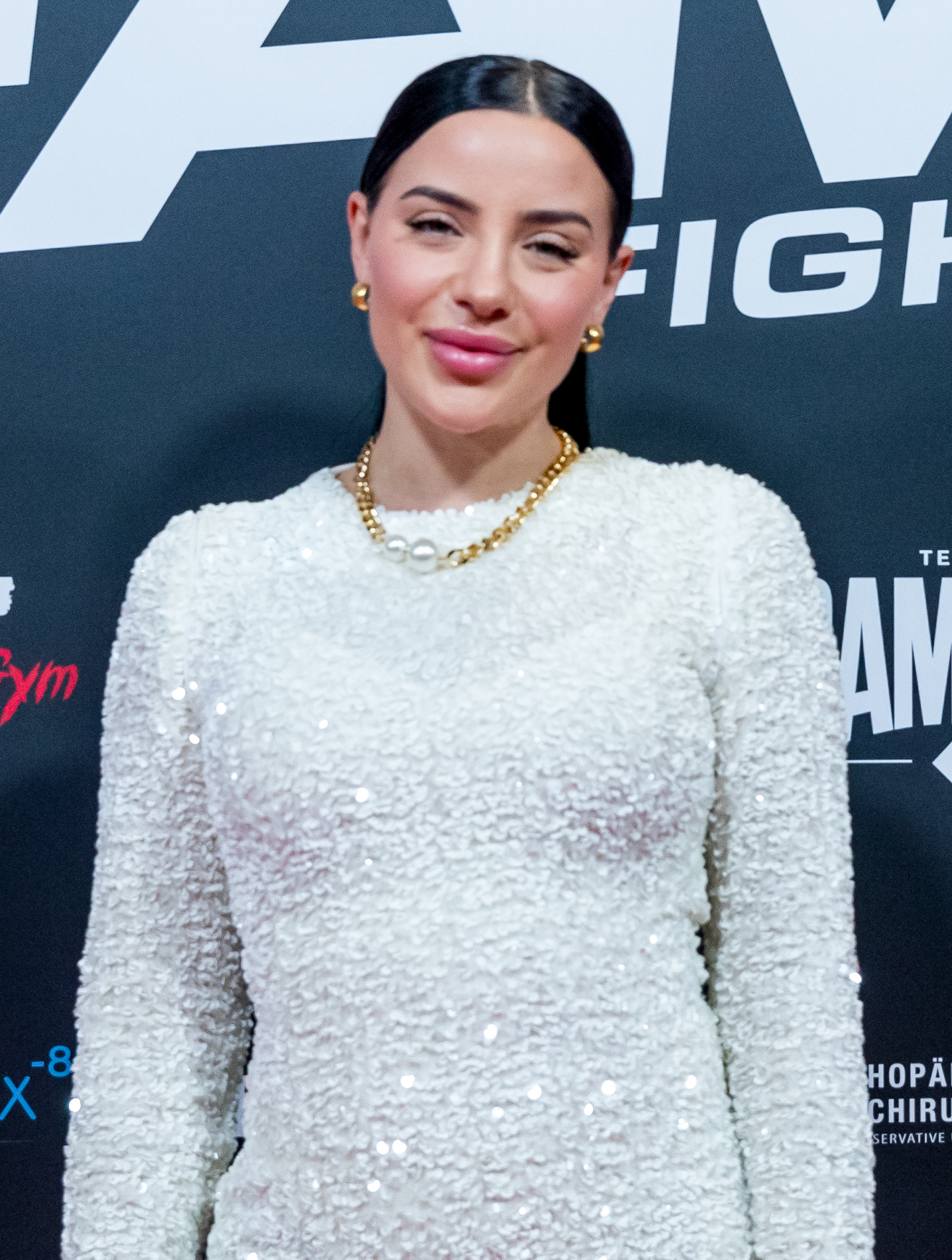
Leyla Heiter (2024)

Leyla Heiter (* 14. Mai 1996 in Bad Homburg vor der Höhe als Leyla Lahouar) ist eine deutsche Reality-TV-Teilnehmerin.

## Leben
1996 wurde Leyla Heiter als Tochter eines tunesischen Vaters und einer deutschen Mutter in Bad Homburg vor der Höhe geboren. Die Eltern ließen sich scheiden, als sie noch ein kleines Kind war, blieben aber freundschaftlich verbunden. Als Integrationshelferin an einer Grundschule betreute die Frankfurterin ein Kind mit Förderschwerpunkt und betreibt einen Beauty-Onlineshop.
2022 nahm sie bei der Datingshow Ex on the Beach erstmals an einem Reality-Format teil. Obwohl sie dort wegen Gewaltanwendung vom Format ausgeschlossen wurde, war sie im Anschluss vom 1. März bis zum 10. Mai 2023 Kandidatin der 13. Staffel von Der Bachelor und anschließend vom 3. November 2023 bis zum 22. Dezember 2023 Teilnehmerin im Spin-off-Format Bachelor in Paradise auf RTL+.
2024 nahm sie an der 17. Staffel von Ich bin ein Star – Holt mich hier raus! teil, wo sie im Finale den zweiten Platz erreichte und ihren Partner Mike Heiter kennenlernte. Am 14. März 2024 wurden die beiden offiziell ein Paar.
Im Mai 2024 war sie in einer Gastrolle in zwei Folgen (21. und 22. Mai) der Daily-Soap Unter uns zu sehen.
Im Oktober 2024 nahm sie zusammen mit Mike Heiter bei Promi Big Brother auf Sat.1 teil. Es war das erste Mal, dass ein bestehendes Paar gemeinsam an dem TV-Format teilnahm. Im Verlauf der Sendung erhielt Lahouar am 20. Oktober 2024 von Heiter vor laufenden Kameras einen Heiratsantrag. Am 21. Oktober 2024 ging Lahouar im Finale als Siegerin der 12. Promi Big Brother-Staffel hervor. Im Monat darauf war sie als Kandidatin der Abenteuer-Reality-Show Destination X auf ProSieben zu sehen.

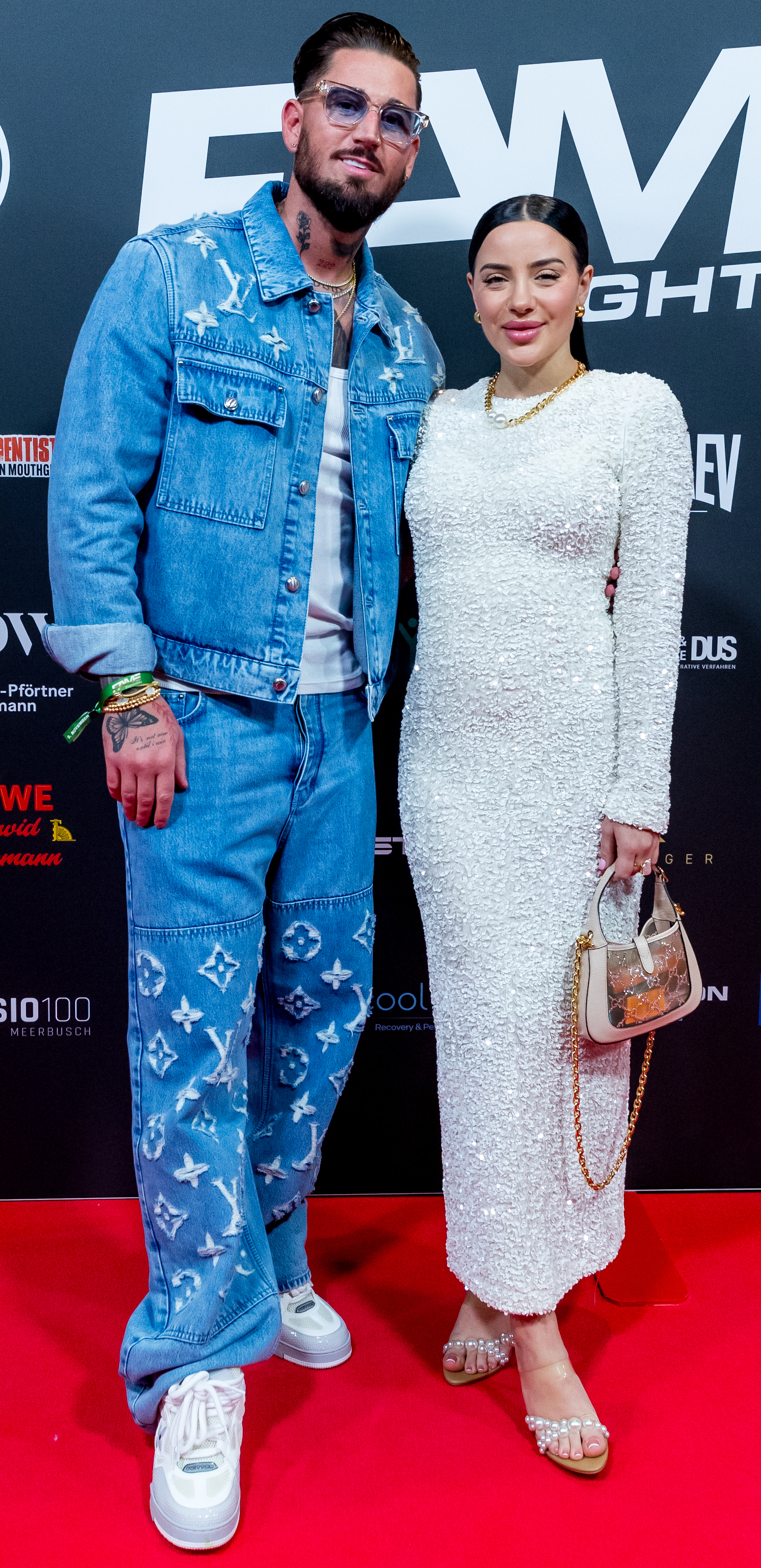
Leyla und Mike Heiter (2024)

Am 7. Dezember 2024 wurde Leyla bei den RTL+ Reality Awards als der beliebteste weibliche Reality Star des Jahres gekrönt. Zusätzlich gewann sie zusammen mit Heiter den Reality Award in der Kategorie „Lovestory des Jahres“.
2025 nahm sie an der 18. Staffel von Let's Dance teil und belegte mit ihrem Tanzpartner Sergiu Maruster den zwölften Platz. Anschließend war Lahouar eine der 50 Teilnehmer der Reality-Show The 50 auf Prime Video.
Am 5. Juli 2025 heiratete sie Mike Heiter.

## Fernsehauftritte
- 2022: Ex on the Beach (RTL+)
- 2023: Der Bachelor (RTL)
- 2023: Bachelor in Paradise (RTL+)
- 2024: Ich bin ein Star – Holt mich hier raus! (RTL)
- 2024: Stern TV (RTL, Gastauftritt)
- 2024: Unter uns (RTL, Gastauftritt)
- 2024: Ich bin ein Star – Die legendäre Stunde danach (RTL, Gastauftritt)
- 2024: Promi Big Brother (Sat.1)
- 2024: Destination X (ProSieben)
- 2024: Reality Awards[12] (RTL+)
- 2025: Ich bin ein Star – Die Stunde danach (RTL, Gastauftritt)
- 2025: Let’s Dance (RTL)
- 2025: Punkt 12 (RTL, Gastauftritt)
- 2025: The 50 (Prime Video)
- 2025: Die Heiters: Jetzt wird geheiratet! (Bild+)